# نیکولاس لوپز
نیکولاس لوپز (انگلیسی: Nicolás López؛ زادهٔ ۱ اکتبر ۱۹۹۳) بازیکن فوتبال اهل اروگوئه است.
از باشگاه‌هایی که در آن بازی کرده‌است می‌توان به باشگاه فوتبال هلاس ورونا، باشگاه فوتبال ناسیونال اروگوئه، باشگاه فوتبال آ.اس. رم، باشگاه فوتبال اودینزه، و باشگاه فوتبال گرانادا اشاره کرد.
وی همچنین در تیم ملی فوتبال زیر ۲۰ سال اروگوئه بازی کرده‌است.